# Bogosav Perić
Bogosav Perić (serbisch-kyrillisch Богосав Перић; * 4. Mai 1947 in Pančevo, SFR Jugoslawien) ist ein ehemaliger jugoslawisch-serbischer Handballspieler und Handballtrainer. 

## Karriere
Bogosav Perić lernte das Handballspielen beim ORK Pančevo. Bei den Erwachsenen spielte der Rechtsaußen von 1965 bis 1982 für Dinamo Pančevo. In diesen 17 Jahren wurde der Rechtshänder mit 2448 Toren in 714 Spielen Rekordhalter des Vereins. In der jugoslawischen Bundesliga wurde er mit Dinamo 1970 und 1982 Zweiter sowie 1967 und 1968 Dritter.
Mit der jugoslawischen Nationalmannschaft gewann Perić bei der Weltmeisterschaft 1974 die Bronzemedaille.
Als Trainer war er für über 20 Mannschaften in Jugoslawien, Italien, Serbien und Slowenien verantwortlich. Bei der Weltmeisterschaft 2007 trainierte er die Tunesische Frauen-Handballnationalmannschaft. Als Assistenztrainer unterstützte er 1999 Trainer Vinko Kandija bei der slowenischen Frauen-Handballnationalmannschaft.

## Privates
Sein Sohn Dejan Perić war Handballnationaltorwart und ist Torwarttrainer beim deutschen Bundesligisten Füchse Berlin. Auch Dejans Sohn Nikola Perić ist Handballtorwart.